# Pitkäjärvi (sjö i Enontekis, Lappland, Finland)
Pitkäjärvi eller Pitkajärvi är en sjö i Finland. Den ligger i kommunen Enontekis i landskapet Lappland, i den norra delen av landet, 900 km norr om huvudstaden Helsingfors. Pitkajärvi ligger 340,3 meter över havet. Arean är 25,8 hektar och strandlinjen är 3,29 kilometer lång. Sjön  ingår i Kemi älvs huvudavrinningsområde. 